# バイオハザード5 追跡者ネメシス
『バイオハザード5 追跡者ネメシス』（バイオハザード5 ついせきしゃねめしす）は、カプコンのゲームソフト『バイオハザードシリーズ』をS・D・ペリーが小説化したホラーゲームノベライズ。シリーズ第5弾である。ゲーム版『バイオハザード3 LAST ESCAPE』を基にしたストーリーが展開される。翻訳は野下祥子。

## 出版経緯
- 2005年（平成17年）　『バイオハザード5 追跡者ネメシス』が中央公論新社C★NOVELSより刊行。

書籍情報
バイオハザード5 追跡者ネメシス 2005年 ISBN 4125009171

## 登場キャラクター

### 登場人物
- 元S.T.A.R.S.隊員 - ジル・バレンタイン（Jill Valentine）
- U.B.C.S.隊員 - カルロス・オリヴェイラ（Carlos Oliveira）

### S.T.A.R.S.の元隊員たち
- クリス・レッドフィールド（Chris Redfield）
- バリー・バートン（Barry Burton）
- ブラッド・ヴィッカース（Brad Vickers）
- レベッカ・チェンバース（Rebecca Chambers）

### U.B.C.S.隊員たち
- ミハイル・ヴィクトール（Mikhail Victor）
- ニコライ・ジノビエフ（Nicholai Ginovaef）
- ミッチ・ヒラミ
- ランディ・トーマス

### 監視員たち
- ジャニス・トムリンソン
- デイヴィス・チャン
- テッド・マーティン
- ケン・フランクリン
- ドクター・アキノ
- 他

### その他
- “追跡者” - ネメシス
- 謎の男 - トレント